# Rich man
Rich man is een lied van de Nederlandse band Ten Sharp uit 1992. Het verscheen op een single (vynil), maxi-single (cd) en de elpee Under the water-line. Uit het duo Ten Sharp was Niels Hermes de schrijver van het nummer en Marcel Kapteijn de zanger.

## Tracks
single (7", 45 toeren)
1. "Rich man" - 4:19
2. "You" (akoestische versie) - 4:03

Maxi-single (cd)
1. "Rich man" - 4:19
2. "You" (akoestische versie) - 3:59
3. "All in love is fair" - 3:57
4. "Rich man" (instrumentale versie) - 4:03

## Hitnoteringen
| Nederlandse Top 40: 11-04-1992 t/m 23-05-1992 | Nederlandse Top 40: 11-04-1992 t/m 23-05-1992 | Nederlandse Top 40: 11-04-1992 t/m 23-05-1992 | Nederlandse Top 40: 11-04-1992 t/m 23-05-1992 | Nederlandse Top 40: 11-04-1992 t/m 23-05-1992 | Nederlandse Top 40: 11-04-1992 t/m 23-05-1992 | Nederlandse Top 40: 11-04-1992 t/m 23-05-1992 | Nederlandse Top 40: 11-04-1992 t/m 23-05-1992 | Nederlandse Top 40: 11-04-1992 t/m 23-05-1992 |
| Week:                                         | 1                                             | 2                                             | 3                                             | 4                                             | 5                                             | 6                                             | 7                                             |                                               |
| --------------------------------------------- | --------------------------------------------- | --------------------------------------------- | --------------------------------------------- | --------------------------------------------- | --------------------------------------------- | --------------------------------------------- | --------------------------------------------- | --------------------------------------------- |
| Positie                                       | 33                                            | 23                                            | 18                                            | 17                                            | 16                                            | 23                                            | 39                                            | uit                                           |

| Nederlandse Nationale Top 100: 28-03-1992 t/m 06-06-1992 | Nederlandse Nationale Top 100: 28-03-1992 t/m 06-06-1992 | Nederlandse Nationale Top 100: 28-03-1992 t/m 06-06-1992 | Nederlandse Nationale Top 100: 28-03-1992 t/m 06-06-1992 | Nederlandse Nationale Top 100: 28-03-1992 t/m 06-06-1992 | Nederlandse Nationale Top 100: 28-03-1992 t/m 06-06-1992 | Nederlandse Nationale Top 100: 28-03-1992 t/m 06-06-1992 | Nederlandse Nationale Top 100: 28-03-1992 t/m 06-06-1992 | Nederlandse Nationale Top 100: 28-03-1992 t/m 06-06-1992 | Nederlandse Nationale Top 100: 28-03-1992 t/m 06-06-1992 | Nederlandse Nationale Top 100: 28-03-1992 t/m 06-06-1992 | Nederlandse Nationale Top 100: 28-03-1992 t/m 06-06-1992 | Nederlandse Nationale Top 100: 28-03-1992 t/m 06-06-1992 |
| Week:                                                    | 1                                                        | 2                                                        | 3                                                        | 4                                                        | 5                                                        | 6                                                        | 7                                                        | 8                                                        | 9                                                        | 10                                                       | 11                                                       |                                                          |
| -------------------------------------------------------- | -------------------------------------------------------- | -------------------------------------------------------- | -------------------------------------------------------- | -------------------------------------------------------- | -------------------------------------------------------- | -------------------------------------------------------- | -------------------------------------------------------- | -------------------------------------------------------- | -------------------------------------------------------- | -------------------------------------------------------- | -------------------------------------------------------- | -------------------------------------------------------- |
| Positie:                                                 | 93                                                       | 76                                                       | 56                                                       | 38                                                       | 26                                                       | 19                                                       | 21                                                       | 24                                                       | 40                                                       | 52                                                       | 76                                                       | uit                                                      |

| Vlaamse Top 30: 16-05-1992 t/m 16-05-1992 | Vlaamse Top 30: 16-05-1992 t/m 16-05-1992 | Vlaamse Top 30: 16-05-1992 t/m 16-05-1992 |
| Week:                                     | 1                                         |                                           |
| ----------------------------------------- | ----------------------------------------- | ----------------------------------------- |
| Positie:                                  | 44                                        | uit                                       |